# Colibrí d'Eliza
El colibrí d'Eliza (Doricha eliza) és una espècie d'ocell de la família dels troquílids (Trochilidae) que habita el sud-est de Mèxic.